# Ороковис (Порторико)
Ороковис (шп. Orocovis) је општина у америчкој острвској територији Порторико, острвској држави Кариба.

## Демографија
По попису из 2010. године број становника је 23.423, што је 421 (-1,8%) становника мање него 2000. године.
| Група             | 2000.          | 2010.          |
| Белци             | 179 (0,8%)     | 83 (0,4%)      |
| Афроамериканци    | 975 (4,1%)     | 1.444 (6,2%)   |
| Азијати           | 15 (0,1%)      | 18 (0,1%)      |
| Хиспаноамериканци | 23.647 (99,2%) | 23.325 (99,6%) |
| Укупно            | 23.844         | 23.423         |